# Velký blondýn s černou botou
Velký blondýn s černou botou (francouzsky Le Grand Blond avec une chaussure noire) je francouzský komediální film režiséra Yvese Roberta z roku 1972 s Pierrem Richardem v hlavní roli. Na tento snímek navazuje film Návrat velkého blondýna z roku 1974. Remake tohoto filmu byl natočen roku 1985 ve Spojených státech amerických pod jménem Muž s červenou botou.

## Děj
Uvnitř francouzských tajných služeb vypukl mocenský boj. Šéf výzvědné služby Louis Toulouse ví, že se ho jeho zástupce plukovník Bernard Milan snaží ze všech sil zkompromitovat a nastoupit na jeho místo. Odposlouchává jeho telefony, připravuje podrazy. A tak vznikne v hlavě šéfa plán: na letišti v Orly vyberou jeho spolupracovníci náhodného člověka, kterého budou vydávat za významného agenta ze Spojených států amerických. Bude sloužit jako návnada, na kterou se chytí plukovník Milan a zničí sebe i svou kliku.
Druhý den dopoledne se na letištních schodech objevuje muž, který má rozčepýřené blond vlasy, jednu botu černou a druhou hnědou a pod paží pouzdro s houslemi. Je to roztržitý a nic netušící houslista François Perrin, který se vrací z koncertu v Mnichově. Milan se svými lidmi však opravdu uvěří, že jde o významného agenta s tajným posláním a začne ho sledovat.
Velký blondýn bezděky zmaří i nejrafinovanější léčky Milana a jeho skupiny. Do už tak zamotané situace se připlete ještě Françoisova milenka Paullete a její manžel, Françoisův přítel Maurice. Ani Christiana, jedna z nejlepších Milanových spolupracovnic, z Françoise nic nevytáhla a nakonec se do něj zamilovala.
Bezelstnost Velkého blondýna přivedla plukovníka Milana do záhuby, čímž se plukovník Toulouse zbavil svého nepohodlného náměstka.
Film končí taktéž na letišti v Orly, když před sebou Perrin tlačí zavazadelní vozík s velkou truhlou Louis Vuitton. Christiana je uvnitř. Jejich cílem je Rio de Janeiro.

## Obsazení
| Pierre Richard   | François Perrin                         |
| Bernard Blier    | Plukovník Bernard Milan                 |
| Jean Rochefort   | Plukovník Louis Marie Alphonse Toulouse |
| Mireille Darcová | Christiana                              |
| Jean Carmet      | Maurice Lefebvre                        |
| Colette Castel   | Paulette Lefebvre                       |
| Paul Le Person   | Perrache                                |
| Tania Balachova  | Matka Louise Toulouse                   |
| Jean Obé         | Botrel                                  |
| Robert Castel    | Georghiu                                |
| Jean Saudray     | Poucet                                  |
| Maurice Barrier  | Chaperon                                |
| Roger Caccia     | Pan Boudart                             |
| Arlette Balkis   | Paní Boudartová                         |
| Robert Dalban    | falešný doručovatel                     |
| Yves Robert      | dirigent                                |

## Ocenění
Film získal Stříbrného medvěda na 23. Berlínském mezinárodním filmovém festivalu v kategorii Nejlepší zahraniční film a také byl nominován na Zlatého medvěda.

## Zajímavosti
- Pierre Richard zde poprvé vystupuje jako François Perrin. Stejně se jmenuje ještě ve čtyřech filmech, jmenovitě Návrat velkého blondýna (1974), Všechno uvidíme (1976), Hračka (1976) a Kopyto (1981).[2]
- Scenárista Francis Veber pojmenovával své postavy podle známých měst (Toulouse, Milan, lyonská čtvrť Perrache atd.), aby tak předešel podobnosti se skutečnými osobami.[3]
- Úvodní titulky jsou zobrazeny na různých hracích kartách. „Magicky“ se mění, když kouzelníkova ruka manipuluje s kartami a otáčí je.[4]